# Інвернесс (графство, Нова Шотландія)

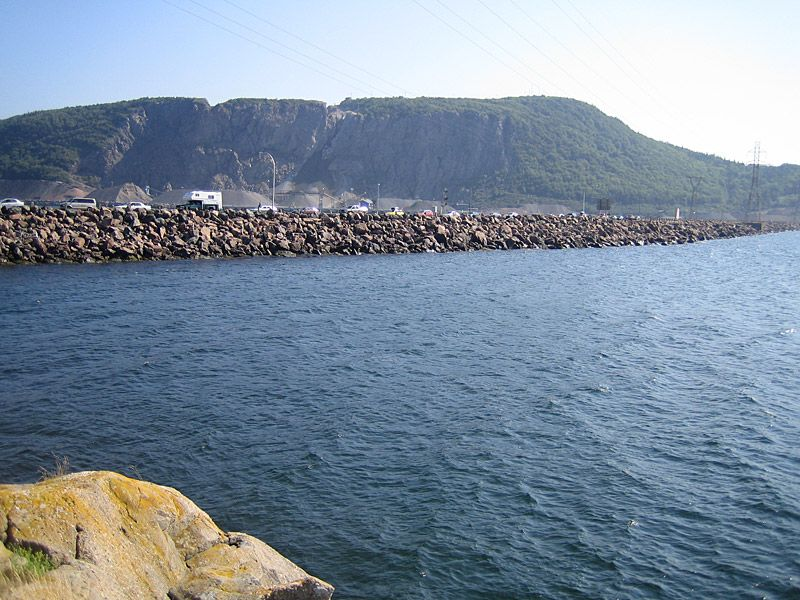
Кансо-Касвей

 Інвернесс (англ. Inverness County) — графство у провінції Нової Шотландії, Канада. Графство є переписним районом та адміністративною одиницею провінції.

## Географія
Графство розташоване на північному заході острова Кейп-Бретон і межує на північному сході з графством Вікторія. Західні кордони графства омиваються водами затоки Святого Лаврентія і протоки Нортумбрії. Південно-східна межа графства проходить по озеру Бра-д'Ор.

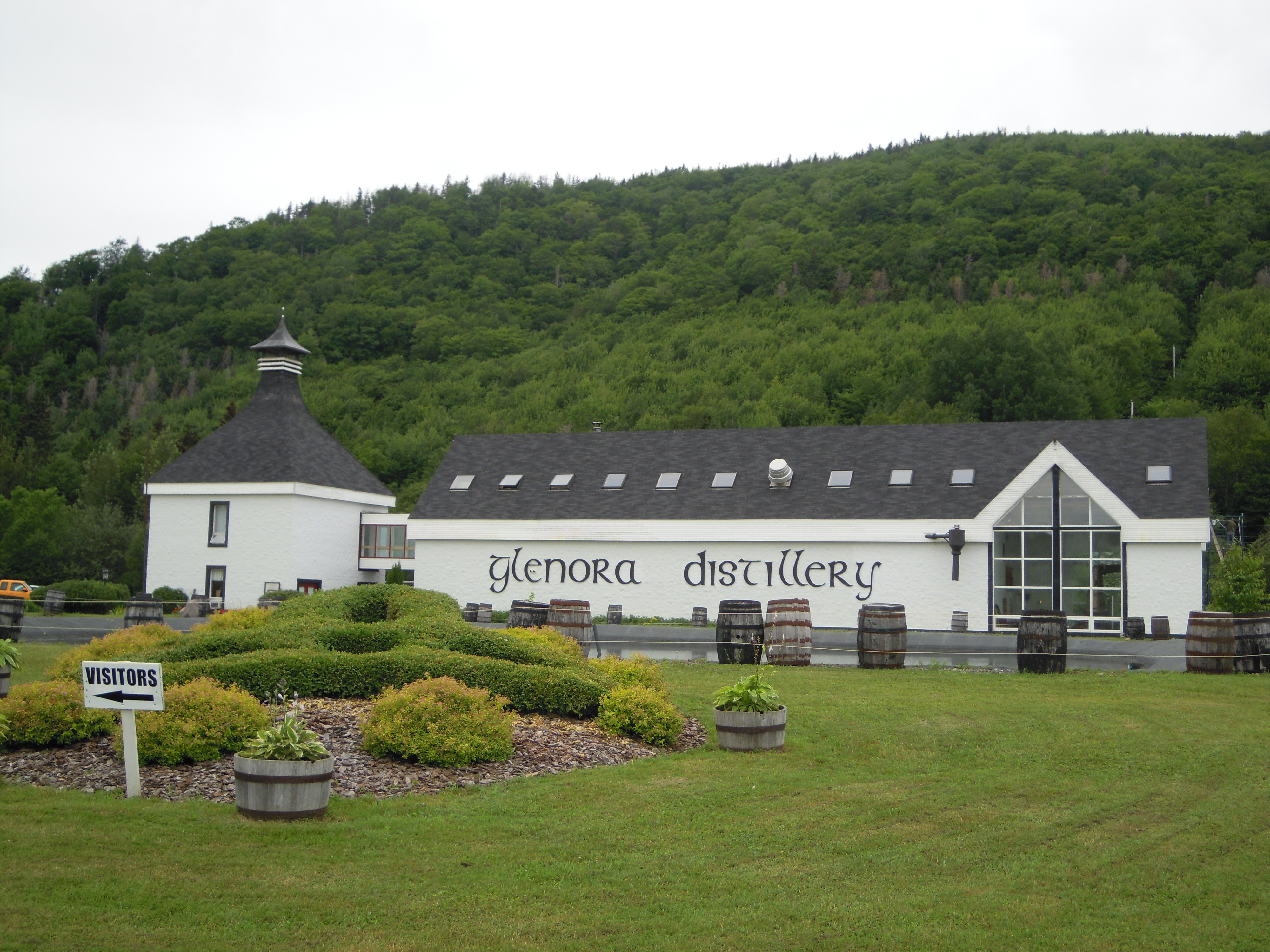
Ґленора

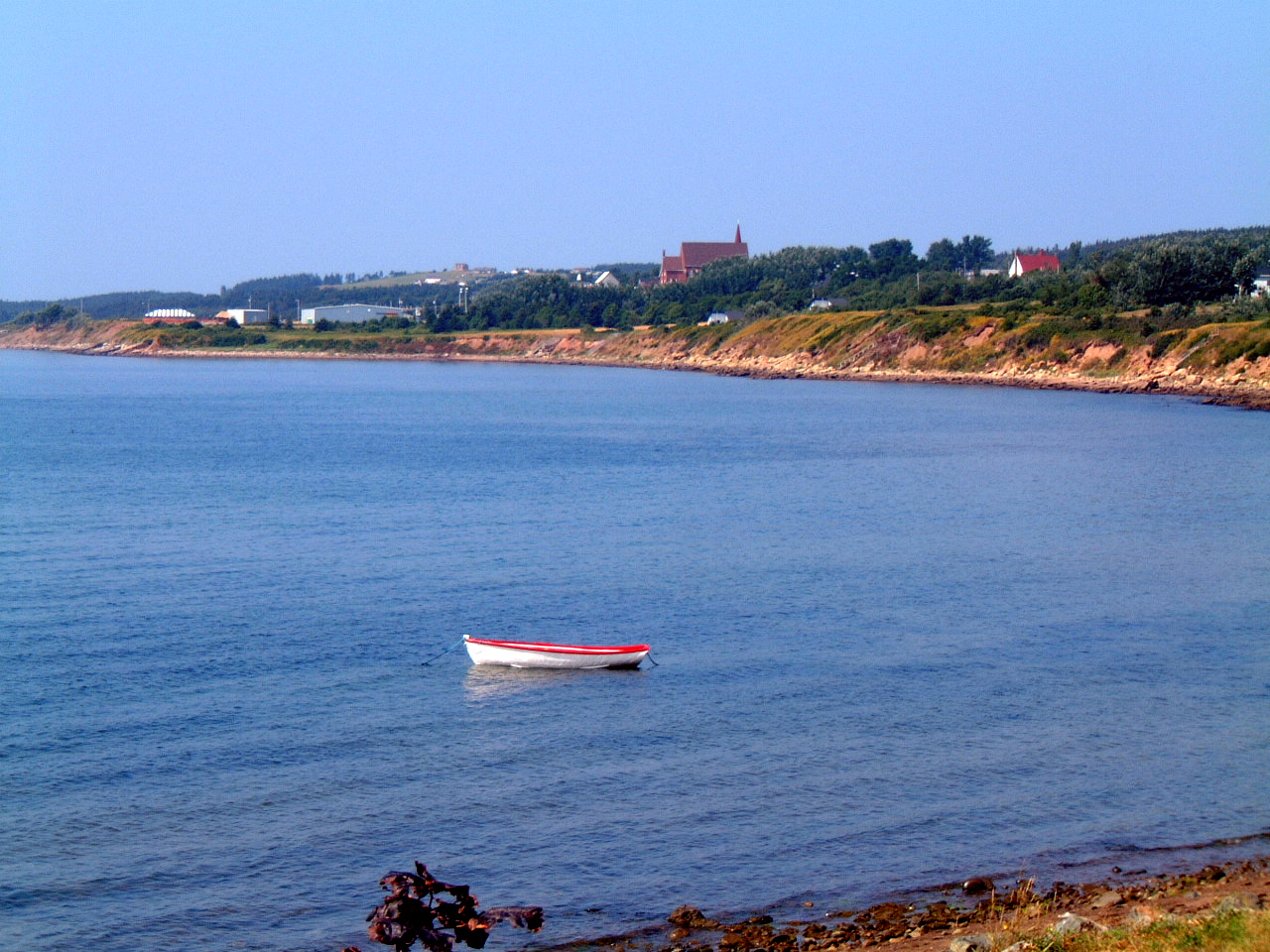
Порт-Гуд

По території графства прокладений маршрут Кабот-Трейл. Північна частина маршруту розташована на території національного парку Кейп-Бретон-Гайлендс. Національний парк, як і маршрут, розділений між двома графствами: Вікторія і Інвернесс.
По території графства проходить автодорога провінційного значення хайвей 105, а також ряд доріг, керованих графством, основними з яких є магістралі 4, 19 і 30 і колектори 219, 223, 252.

## Історія
У 1835 році з Північно-західного округу графства Кейп-Бретон було утворено графство Juste au Corps. Кейп-Бретон був розділений на округи ще в 1823 році.
Графство називав Інвернесс в 1837 році, отримавши свою назву по населеному пункту в Шотландії, звідки в основному були мешканці графства.

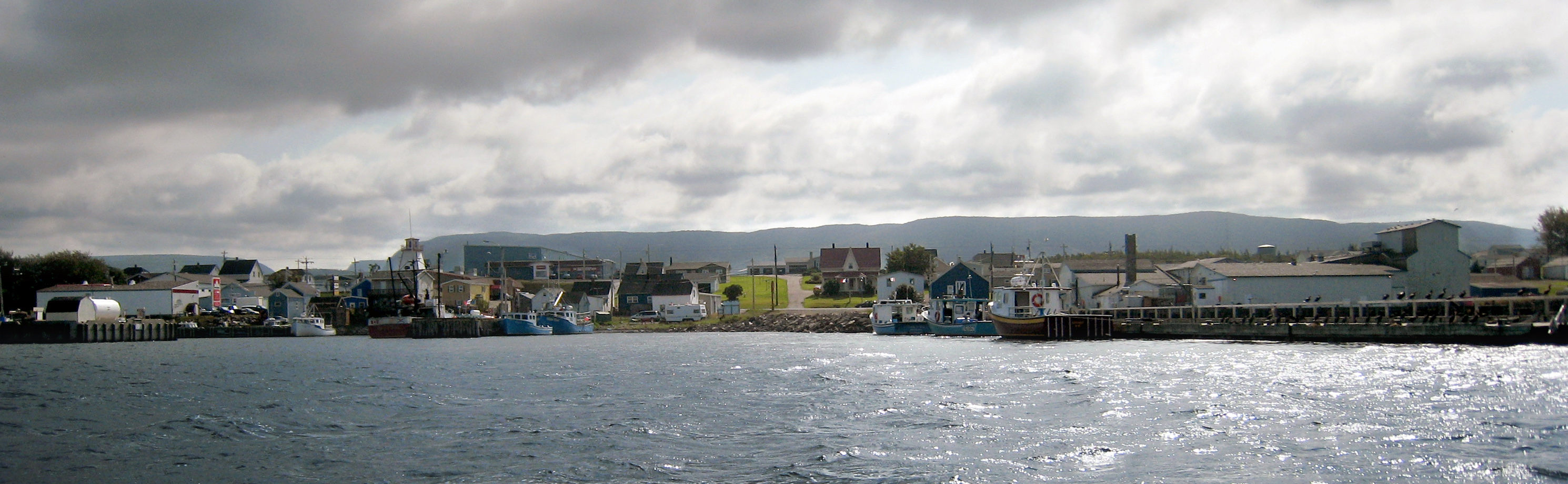
Панорама у селищі Четікамп

## Населення
Для потреб статистичної служби Канади графство розділене на одне місто, одну індіанську резервацію і три неорганізовані області.
| Назва         | Оригінальна назва  | Статус                 | Площа    | Населення |
| ------------- | ------------------ | ---------------------- | -------- | --------- |
| Порт-Гоксбері | Port Hawkesbury    | Містечко               | 8,11     | 3 517     |
| Вайкокома 2   | Whycocomagh 2      | Індіанська резервація  | 7,36     | 623       |
| Округ A       | Inverness, Subd. A | Неорганізована область | 2 029,63 | 5 859     |
| Округ B       | Inverness, Subd. B | Неорганізована область | 751,88   | 5 369     |
| Округ C       | Inverness, Subd. C | Неорганізована область | 1 033,42 | 3 668     |